# Botshabelo
Botshabelo è un centro abitato del Sudafrica, situato nella provincia di Free State.